# Eishockey-Europameisterschaft 1927
Die 12. Eishockey-Europameisterschaft fand zum ersten Mal in Österreich statt. Das Turnier wurde vom 24. bis 29. Januar 1927 ausgetragen. Die Spiele wurden in der österreichischen Hauptstadt Wien vom Wiener Eislaufverein ausgetragen. Spielort war die Kunsteisanlage des Vereins, Vorsitzender des Turnierkomitee war der Belgier Paul Loicq.
Mit sechs teilnehmenden Nationalmannschaften war die Resonanz nicht ganz so groß wie im Vorjahr, als neun Mannschaften teilnahmen. Dafür durfte zum ersten Mal nach dem Ersten Weltkrieg wieder ein deutsches Team mitmachen. Zum ersten Mal dabei war eine Vertretung Ungarns. Neben diesen beiden Mannschaften waren noch Gastgeber Österreich, Belgien, die Tschechoslowakei und Polen dabei, Titelverteidiger Schweiz trat nicht an. Das Turnier wurde nach dem Ligaprinzip ausgetragen.
Überraschend schwach war der Auftritt des viermaligen Europameisters Tschechoslowakei. Der Rekordeuropameister feierte nur einen Sieg und beendete das Turnier als Vorletzter. Damit war der Weg frei für den Gastgeber, der nach der Vizeeuropameisterschaft im Vorjahr in diesem Jahr nun zum ersten Mal den Titel gewinnen konnte. Ein Comeback feierten die Belgier, die nach ihrem überraschenden Titelgewinn im Jahre 1913 keine erfolgreichen Auftritte mehr feiern konnte. In diesem Jahr reichte es nun zur sensationellen Vizemeisterschaft. Auch EM-Rückkehrer Deutschland war erfolgreich und feierte bei seinem ersten Nachkriegsturnier gleich den Gewinn der Bronzemedaille.

## Spiele
| 24. Januar 1927 17.00 Uhr | Österreich Ulrich Lederer (6.) Walter Sell Ulrich Lederer Walter Sell | 6:0 (4:0, 2:0) | Ungarn | Kunsteisanlage des Wiener EV, Wien Zuschauer: 1.800 |

| 24. Januar 1927 20.30 Uhr | Tschechoslowakei Josef Maleček (36.) | 1:2 (0:2, 1:0) | Deutsches Reich Horst Orbanowski (10.) Erich Römer (17.) | Kunsteisanlage, Wien Zuschauer: 2.500 |

| 25. Januar 1927 17:00 Uhr | Deutsches Reich Gustav Jaenecke (15.) Gustav Jaenecke (22.) | 2:1 (1:1, 1:0) | Polen Taddeusz Adamowski(16.) | Kunsteisanlage, Wien Zuschauer: 1.500 |

| 25. Januar 1927 20:30 Uhr | Belgien Wilhelm Kreitz (6.) Wilhelm Kreitz (21.) | 2:0 (2:0, 0:0) | Tschechoslowakei | Kunsteisanlage, Wien Zuschauer: 2.000 |

| 26. Januar 1927 17:00 Uhr | Belgien Bureau (15.) Kreitz (16.) Reyschotts Kreitz Meyer | 6:0 (2:0, 4:0) | Ungarn | Kunsteisanlage, Wien |

| 26. Januar 1927 20:30 Uhr | Österreich Sell (3.) Brück | 3:1 (2:0, 1:1) | Polen Tupalsikis | Kunsteisanlage, Wien Zuschauer: 3000 |

| 27. Januar 1927 17:00 | Deutsches Reich Jaenecke (4.) Jaencke (7.) Jaenecke (11.) Orbanowsky | 5:0 (3:0, 2:0) | Ungarn | Kunsteisanlage, Wien |

| 27. Januar 1927 | Polen Tupalski | 1:1 (0:1, 1:0) [20:00 Spielbericht] | Tschechoslowakei Maleczek (5.) | Kunsteisanlage, Wien Zuschauer: 6000 |

| 27. Januar 1927 21:00 | Österreich Lederer | 1:0 (0:0, 1:0) | Belgien | Kunsteisanlage, Wien |

| 28. Januar 1927 17:00 | Tschechoslowakei Maleczek (18.) Maleczek (19.) Groubek Maleczek Groubek | 5:0 (2:0, 3:0) | Ungarn | Kunsteisanlage, Wien |

| 28. Januar 1927 20:00 | Belgien Kreitz (3.) Reyschott | 2:2 (1:1, 1:1) | Polen Tuplaski (2.) Zebrowski | Kunsteisanlage, Wien Zuschauer: 5000 |

| 28. Januar 1927 21:00 | Österreich Spekwak (7.) Lederer | 2:1 (1:1, 1:0) | Deutsches Reich Jaenecke | Kunsteisanlage, Wien Zuschauer: 6000 |

| 29. Januar 1927 20:00 | Polen Adamomlski (8.) Tupalski (10.) Adamomski (18.) Adamomwski Tupalski Adamomski | 6:1 (3:0, 3:1) | Ungarn Graf Revay | Kunsteisanlage, Wien |

| 29. Januar 1927 17:00 | Belgien Meyer Reyschotts Kreitz | 3:0 (2:0, 1:0) | Deutsches Reich | Kunsteisanlage, Wien Zuschauer: 1000 |

| 29. Januar 1927 21:00 | Österreich Brück | 1:0 (0:0, 1:0) | Tschechoslowakei | Kunsteisanlage, Wien |

## Abschlusstabelle
| RF | Team             | Sp | Sg | Un | NL | Tore  | TD  | Pkte. |
| -- | ---------------- | -- | -- | -- | -- | ----- | --- | ----- |
| 1  | Österreich       | 5  | 5  | 0  | 0  | 13: 2 | +11 | 10: 0 |
| 2  | Belgien          | 5  | 3  | 1  | 1  | 13: 3 | +10 | 7: 3  |
| 3  | Deutsches Reich  | 5  | 3  | 0  | 2  | 10: 7 | +3  | 6: 4  |
| 4  | Polen            | 5  | 1  | 2  | 2  | 11: 9 | +2  | 4: 6  |
| 5  | Tschechoslowakei | 5  | 1  | 1  | 3  | 7: 6  | +1  | 3: 7  |
| 6  | Ungarn           | 5  | 0  | 0  | 5  | 1:28  | −27 | 0:10  |

## Meistermannschaften
| Europameister Österreich | Herman Weiß, Kurt Wollinger – Walter Brück, Peregrin Spevak – Herbert Brück, Ulrich Lederer, Walter Sell, Alfred Revy, Hans Tatzer, Josef Göbl                                                                       |
| Silber Belgien           | Hector Chotteau – Roger Bureau, Albert Collon, Louis Franck – Louis De Ridder, Willy Kreitz, David Meyer, Charles Mulder, André Poplimont, Pierre Van Reyschoot, Gaston Van Volxem                                   |
| Bronze Deutsches Reich   | Alfred Steinke, Matthias Leis – Franz Kreisel, Walter Sachs – Horst Orbanowski, Fritz Rammelmayr, Gustav Jaenecke, Wolfgang Kittel, Erich Römer, Hans Schmid, Alex Gruber Spielertrainer (Außenkapitän): Erich Römer |